# Mateo Ramírez (militar español)
Mateo Ramírez (España,?-Sevilla, 27 de diciembre de 1847) fue un militar español, oficial del Ejército Real del Perú, durante la guerra de independencia hispanoamericana y Mariscal de Campo durante la Primera Guerra Carlista.

## Biografía
Llegó al Virreinato de Perú en agosto de 1816 como capitán de la compañía de preferencia del Batallón Expedicionario Gerona que mandaba el coronel Alejandro González Villalobos, pasó a servir en el Ejército del Alto Perú, a principios de 1816 fue ascendido a coronel y se le encargó el mando de la Republiqueta de Tarija como gobernador, perteneciente a las Provincias Unidas del Río de la Plata, tuvo que hacer frente a las guerrillas comandadas por el Teniente coronel Francisco Pérez de Uriondo y, luego el 14 de abril de 1817 hizo frente a la división del comandante Gregorio Araoz de Lamadrid junto al comandante Uriondo y distintos caudillos en la batalla de Tarija que se libró en la ciudad de Tarija y en el Campo de la Tablada, por la tarde del 15 de abril. Mateo Ramírez junto con sus tropas se rindieron en la zona de la Capilla del Alto de San Juan. Fue enviado prisionero junto a su subordinado el capitán Andrés de Santa Cruz al depósito de las Bruscas, de donde ambos lograron fugarse y reintegrarse al Ejército Real. Fue uno de los jefes firmantes de la intimación de Aznapuquio, que depuso al virrey Pezuela. Bajo el mando del general Canterac combatió en la batalla de Ica, por la cual fue ascendido a coronel. Una vez producida la sublevación del Callao, quedó al mando de la guarnición de Lima, recuperada de nuevo por los realistas el 29 de febrero de 1824, ciudad que tuvieron que abandonar definitivamente el 5 de diciembre, tras la derrota realista en Junín.
Con la llegada desde la península del navío Asia y el bergantín Aquiles, se embarcó con 200 hombres de su batallón como parte de la guarnición de dichos buques participando en los combates y tiroteos que se sostuvieron con la flota independentista, marchando luego las naves españolas al sur para reconocer los puertos intermedios donde la tripulación tuvo conocimiento del desastre de Ayacucho, por lo que tras desembarcar a los soldados del batallón de Arequipa el navío Asia al mando del capitán Guruceta se dirigió a Manila desde el puerto de Quilca el 2 de enero de 1825. Compartiendo el mismo equipaje del brigadier Ramírez iba su antiguo camarada de armas, el también brigadier García Camba, quien tras capitular en Ayacucho se había embarcado a bordo del Asia.
Durante la travesía la marinería se amotinó el 10 de marzo en Guan pese a los esfuerzos desplegados por los brigadieres Ramírez y Camba, siendo estos desembarcados junto al capitán Roque Guruceta en las islas Marianas donde fueron socorridos por las autoridades españolas. La nave insurrecta continuó su travesía y se entregó al gobierno mexicano en Monterrey (California). 
A su regreso a España, el brigadier Ramírez pasó a servir bajo el mando del teniente general Juan Antonio Monet, que ejercía como comandante general del Campo de Gibraltar, participando en 1831 en la represión de revolucionarios liberales que desembarcaron en costas malagueñas al mando del general liberal José María de Torrijos y Uriarte en diciembre de ese año. Tras esta acción fue ascendido a Mariscal de Campo. En 1832 fue nombrado Gobernador de la plaza de Ceuta desempeñando dicho cargo hasta 1835. Durante la Primera Guerra Carlista sirvió bajo el mando del mariscal José Santos de la Hera, teniendo a sus órdenes una de las brigadas de la infantería Cristina. Falleció en Sevilla el 27 de diciembre de 1847.